# 타지키스탄 공산당

로고

타지키스탄 공산당(타지크어: Ҳизби Коммунистии Тоҷикистон; 러시아어: Коммунистическая партия Таджикистана)은 타지크 소비에트 사회주의 공화국의 공산주의 정당으로 타지키스탄에서 가장 오래된 정당이다.
2005년 국회의원 선거에서, 그 정당은 일반 투표의 13.97%와 63석 중 4석을 얻었다.
이 정당은 소련 공산당 연합에 소속되어 있다.

## 역사

### 소련 시대
1905년 러시아 혁명 기간 동안 타지키스탄에서 최초의 사회민주주의 집단이 생겨났고 1917년 말에서 1918년 초까지 후잔트, 우로텝파, 판자켄트, 슈라브에서 볼셰비키 단체들이 만들어졌다. 1924년 12월 6일 타지크 자치 소비에트 사회주의 공화국에서 우즈베키스탄 공산당 중앙위원회 조직국을 결성했다. 타지크 최초의 당 회의는 1927년 10월 21일부터 27일까지 열렸다. 1929년 11월 25일, 중앙인민정치국(CPSU)의 결정에 따라 중앙인민당(CPT)은 중앙인민당(CPU)에서 분리되었다. 1975년, CPT는 94,000명 이상의 회원을 가지고 있었다.

### 독립 이후
소련 붕괴 후 CPT를 타지키스탄 사회당으로 개칭하기로 결정하였으나, 1991년 12월 공산당의 활동 금지가 해제되었다. 타지키스탄 내전 당시 CPT는 정부와 타지키스탄 인민전선을 지원했다. 현재 타지키스탄 공산당은 에모말리 라흐몬 정부를 지지하고 있다. 2000년대에 들어서면서 CPT는 대부분의 유권자를 잃었고, 오늘날 당의 유권자들은 주로 정년퇴직 연령의 사람들로 구성되어 있다.